# Тавариш, Мигель
Мигель А́нжело Алме́йда Вие́йра Тава́риш (порт. Miguel Ângelo Almeida Vieira Tavares; род. 29 августа 1998, Лиссабон) — португальский футболист, вингер клуба «Визела».
Брат защитника Клаудио Тавариша и нападающего Жаира Тавариша, двоюродный брат полузащитника Ренату Саншеша.

## Клубная карьера
Тавариш — воспитанник клубов «Каза Пия», «Белененсеш», лиссабонского «Спортинга», «Линда-а-Велья», Реал (Келуш) и «Брага». С 2017 по 2018 годы выступал за клуб третьего дивизиона Мирандела. 23 сентября 2017 года в матче против «Коимбры» Мигель дебютировал в Кубке Португалии.
Летом 2018 года перешёл в «Авеш». 18 февраля 2019 года в матче против «Бенфики» Тавариш дебютировал в португальской Примейре. В январе 2020 года на правах аренды стал игроком «Пенафиел». 17 февраля в поединке против «Шавеша» он дебютировал во втором дивизионе Португалии.
Осенью 2020 года на правах свободного агента перешёл в «Каза Пия». 19 сентября в матче против «Бенфика B» он дебютировал в составе нового клуба. Спустя сезон, стал игроком команды Сантарен, в составе которой провёл 13 матчей в третьем дивизионе и забил 3 гола.
Летом 2022 года перешёл в «Белененсеш». 20 августа в поединке против «Коимбры» он дебютировал за клуб в третьем дивизионе. В июне 2024 года стал игроком клуба «Визела», подписав однолетний контракт.